# Museet for Samtidskunst

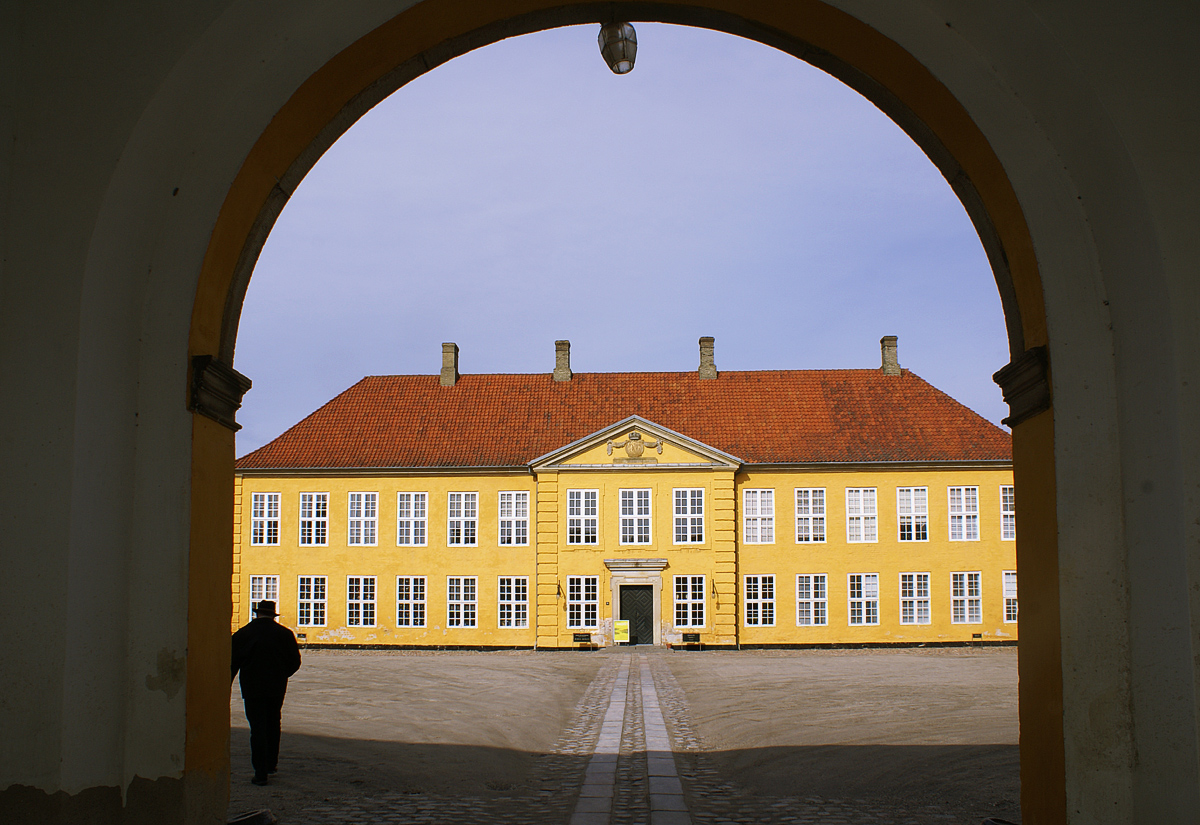
Museum für Gegenwartskunst in Roskilde

Museet for Samtidskunst ist ein Museum für zeitgenössische Kunst im dänischen Roskilde. Es wurde 1991 als erstes seiner Art in Dänemark gegründet. 
Die Sammlung wird ständig erweitert. Ankäufe richten sich auf Werke der vergangenen 25 Jahre. Insbesondere widmet sich das Haus der Klangkunst, Performance, Videokunst und Netzkunst.
Das Museum befand sich zunächst im Königlichen Palais (auch „Gelbes Palais“) in direkter Nachbarschaft zum Dom von Roskilde. Der Barockbau wurde 1733 von Laurids de Thurah für König Christian VI. errichtet. Inzwischen versteht sich das Museum als „nomadisierende Ausstellung“ an verschiedenen Orten. Derzeit gibt es Ausstellungen auf dem Gelände der ehemaligen psychiatrischen Klinik St. Hans in Roskilde.